# Aoraki longitarsa
Espèce
Synonymes
- Rakaia longitarsa Forster, 1952

Aoraki longitarsa est une espèce d'opilions cyphophthalmes de la famille des Pettalidae.

## Distribution
Cette espèce est endémique de Nouvelle-Zélande. Elle se rencontre sur l'Aoraki/Mont Cook.

## Description
Le mâle holotype mesure 2,45 mm et la femelle paratype 2,74 mm.

## Systématique et taxinomie
Cette espèce a été décrite sous le protonyme Rakaia longitarsa par Forster en 1952. Elle est placée dans le genre Aoraki par Boyer et Giribet en 2007.

## Publication originale
- Forster, 1952 : « Supplement to the Sub-order Cyphophthalmi. » Dominion Museum Records in Entomology, vol. 1, no 9, p. 179–211.